# NGC 3196
NGC 3196 é uma galáxia lenticular (S0) localizada na direcção da constelação de Leo. Possui uma declinação de +27° 40' 10" e uma ascensão recta de 10 horas, 18 minutos e 49,0 segundos.
A galáxia NGC 3196 foi descoberta em 11 de Abril de 1785 por William Herschel.